# Mimulosia rotunda
Mimulosia rotunda là một loài bướm đêm thuộc phân họ Arctiinae, họ Erebidae.